# Villospår
Villospår - em Portugal A Falsa Pista e no Brasil O Guerreiro Solitário -  é um romance de Henning Mankell, publicado originalmente em sueco em 1995 pela editora Ordfront. 

A obra narra um caso em que uma jovem mulher se imola pelo fogo, sendo este caso seguido por uma série de assassinatos brutais. Haverá alguma relação entre estes acontecimentos?  